# If You Were with Me Now
If You Were with Me Now è un brano musicale della cantante australiana Kylie Minogue interpretato con il cantante statunitense Keith Washington, pubblicato nel 1991 come singolo estratto dal suo quarto album in studio Let's Get to It. La canzone è stata prodotta da Mike Stock e Pete Waterman.

## Tracce
CD 
1. If You Were with Me Now – 3:10
2. I Guess I Like It like That – 5:59
3. If You Were with Me Now (extended) – 5:06